# Hélène Grégoire (écrivain)
Pour les articles homonymes, voir Grégoire et Hélène Grégoire.
Hélène Grégoire, née Henriette Hélène Maria Aglaé Mathilde Portier à La Poôté (aujourd'hui Saint-Pierre-des-Nids) en Mayenne) le 30 août 1903 et morte le 25 février 1998 à Nyon,, est une romancière  vaudoise.

## Biographie
Hélène Henriette Grégoire suit une formation sommaire à l'école communale. Femme de ménage, elle part tenter sa chance en Amérique, puis regagne sa patrie et ouvre un café restaurant.
Hélène Grégoire commence son œuvre littéraire à soixante ans avec un roman intitulé Poignée de terre (1964). Puis viendront Naissance d'une femme (1967), puis La jiarde et autres contes (1968). Ce qu'il faut surtout retenir des écrits d'Hélène Grégoire, c'est la saga romanesque au cours de laquelle elle retrace sa vie difficile d'émigrée dans le nouveau monde. Les maudits de Montréal (1982), Le petit chemin de pierres (1984) et La moisson d'Automne (1990) constituent cette grande fresque aux accents autobiographiques. Elle a obtenu le prix Cécile-Gagnon en 1999.
Hélène Henriette a vécu les dernières années de sa vie à « La Blosserie », sa maison de Founex.

## Œuvres
- C'est la faute au petit! (Nouvelle)
- Poignée de terre, 1964
- Naissance d'une femme, 1967
- La Jiarde et autres contes, La Baconnière, 1968.
- Une autre saison, La Baconnière, 1973. (Nouvelle)
- Les Noces de l’été, 1975. (Nouvelle)
- Nuits blanches, 1977. (Nouvelle)
- Poignée de terre, La Baconnière, 1978. (Roman)
- Les Invités de l'aube, La Baconnière, 1978. (Roman)
- Naissance d’une femme, La Baconnière, 1978 ; rééd. Denoël, 1981. (Roman)
- Les Maudits de Montréal, Payot-Lausanne, 1982. (Roman)
- Le Petit Chemin de pierres, Âge d’Homme, 1984. (Roman)
- La Corbeille des jours, Âge d’Homme, 1986. (Roman)
- Mon village dans la ville, Âge d’Homme, 1988. (Roman)
- Le Gouffre et la Grâce ; suivi de L'homme de bois éditions Siloë, Laval, 1989
- Moisson d’automne, Âge d’Homme, 1991. (Roman)
- La Zone : récit. Lausanne : L'Âge d'Homme, 1992

## Sources
- « Hélène Grégoire », sur la base de données des personnalités vaudoises sur la plateforme « Patrinum » de la Bibliothèque cantonale et universitaire de Lausanne.
- Alain Nicollier, Henri-Charles Dahlem, Dictionnaire des écrivains suisses d'expression française, p. 449-550
- Henri-Charles Dahlem, Sur les pas d'un lecteur heureux guide littéraire de la Suisse, p. 249-250
- Anne-Lise Delacrétaz, Daniel Maggetti, Écrivaines et écrivains d'aujourd'hui, 1999, p. 93
- Catherine Dubuis, « Hélène Grégoire (écrivain) » dans le Dictionnaire historique de la Suisse en ligne.
- CLSR UNIL - Hélène Grégoire (1903-1998)
- Archives départementales de la Mayenne